# یوسفوف (ناحیه سوکولوف)
یوسفوف (به چکی: Josefov) یک منطقهٔ مسکونی در جمهوری چک است که در ناحیه سوکولوو واقع شده‌است. یوسفوف ۸٫۳۳ کیلومتر مربع مساحت و ۳۲۸ نفر جمعیت دارد و ۵۲۵ متر بالاتر از سطح دریا واقع شده‌است.